# Сен-Болиз
Сен-Боли́з (фр. Saint-Beaulize, окс. Sent Baulise) — коммуна во Франции, находится в регионе Окситания. Департамент — Аверон. Входит в состав кантона Корню. Округ коммуны — Мийо.
Код INSEE коммуны — 12212.
Коммуна расположена приблизительно в 560 км к югу от Парижа, в 140 км восточнее Тулузы, в 70 км к юго-востоку от Родеза.

## Население
Население коммуны на 2008 год составляло 98 человек.
| 1962 | 1968 | 1975 | 1982 | 1990 | 1999 | 2008 |
| ---- | ---- | ---- | ---- | ---- | ---- | ---- |
| 74   | 93   | 104  | 93   | 86   | 95   | 98   |

## Экономика
В 2007 году среди 51 человека в трудоспособном возрасте (15—64 лет) 38 были экономически активными, 13 — неактивными (показатель активности — 74,5 %, в 1999 году было 58,8 %). Из 38 активных работали 32 человека (18 мужчин и 14 женщин), безработных было 6 (1 мужчина и 5 женщин). Среди 13 неактивных 1 человек был учеником или студентом, 9 — пенсионерами, 3 были неактивными по другим причинам.

## Достопримечательности
- Руины замка
- Пещера Ландрик

## Фотогалерея
- Замок
- Церковь
- Памятник погибшим во Второй мировой войне
- Мэрия